# Taragari erőd

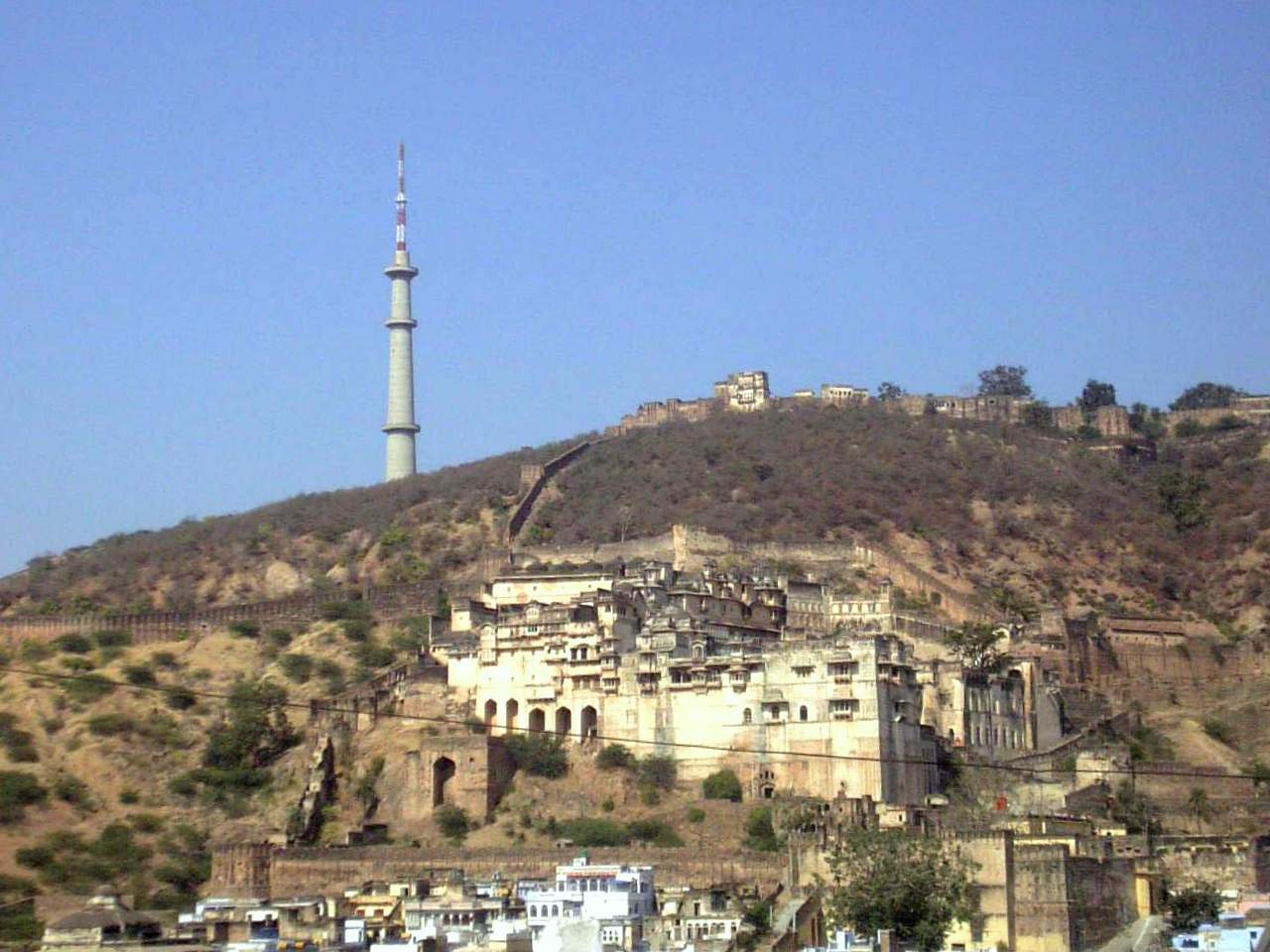
A Taragari erőd

A Taragari erőd vagy Csillagerőd a leglenyűgözőbb építmények közé tartozik Búndí városban, az indiai Rádzsasztán államban. Ez egy meglehetősen rozzant állapotban lévő erőd, amelyet benőtt a növényzet. 1354-ben épült egy meredek domboldalon. Az erődnek három kapuja van, amelyek Laksmi Pol, Phuta Darvaza és Gagudi ki Phatak neveken ismertek. Ezeknek a lenyűgöző kapuknak a legtöbb része mára romokban hever. Fénykorában a Taragari erőd híres volt alagútjairól, melyek keresztül-kasul vezettek az egész domboldalon. Azonban ezek az alagutak ma megközelíthetetlenek megfelelő térképek hiányában. A legnagyobb mellvédje a 16. században épült bástya, amely a Bim Burdzs néven ismert, és amelyre egykor egy rendkívül nagy ágyút szereltek, az úgynevezett Garb Gandzsamot, vagy a 'Mennydörgés az anyaméhből' nevű ágyút.
Ez hajdanán Csohan erődítmény néhány hatalmas víztározót rejtett. Ezek a tározók azzal a céllal épültek, hogy válságos időkben biztosítsák a lakosság vízellátását. A tározókat az erőd sziklaalapzatába vájták. A Rani Mahal egy kis palota az erődítmény falain belül, amit az uralkodók hitveseinek és ágyasainak építettek. A mahal (palota) azonban elvesztette a varázsának java részét, mivel a látványos falfestmények és a festett üvegablakok teljesen elhalványultak. Az erődben található Miran Szahib ki Dargah sírja. Ő az erőd kormányzója volt, és életét vesztette egy ütközetben.
Az erődből széles kilátás nyílik Búndí városára, amely az Aravalli-hegylánc előtt található. Az erődítményt Dara Sikoh foglalta el, és mogul kézen volt 1633 és 1776 között.
Rudyard Kipling úgy írta le az építményt, hogy az "sokkal inkább koboldok, mint emberek műve". Az erőd ma otthont ad számos majom családnak.

## További olvasnivalók
- Rajasthan. London: Everyman Guides (1996)
- Michell, George, Martinelli, Antonio. The Palaces of Rajasthan. London: Frances Lincoln (2005) CS1 karbantart: Több név: a szerzők listája (link)
- Tillotson, G.H.R. The Rajput Palaces - The Development of an Architectural Style, First, New Haven and London: Yale University Press (1987)

## Fordítás
Ez a szócikk részben vagy egészben  a   Taragarh Fort című angol Wikipédia-szócikk ezen változatának fordításán alapul.  Az eredeti cikk szerkesztőit annak laptörténete sorolja fel. Ez a jelzés csupán a megfogalmazás eredetét és a szerzői jogokat jelzi, nem szolgál a cikkben szereplő információk forrásmegjelöléseként.